# Коркинское сельское поселение
Коркинское се́льское поселе́ние — муниципальное образование в Упоровском районе Тюменской области Российской Федерации.
Административный центр — село Коркино.

## История
Статус и границы сельского поселения установлены Законом Тюменской области от 5 ноября 2004 года № 263 «Об установлении границ муниципальных образований Тюменской области и наделении их статусом муниципального района, городского округа и сельского поселения».

## Население
| 2010 | 2011  | 2012  | 2013  | 2014  | 2015  | 2016  |
| ---- | ----- | ----- | ----- | ----- | ----- | ----- |
| 1053 | →1053 | ↘1015 | ↗1016 | ↘1004 | ↗1008 | ↘1005 |
| 2017 | 2018  | 2019  | 2020  | 2021  |       |       |
| ↘990 | ↘980  | ↘963  | ↘941  | ↗1000 |       |       |

## Состав сельского поселения
| № | Населённый пункт | Тип населённого пункта       | Население |
| - | ---------------- | ---------------------------- | --------- |
| 1 | Боровушка        | деревня                      | 113       |
| 2 | Дробинина        | деревня                      | 31        |
| 3 | Коркино          | село, административный центр | 597       |
| 4 | Лескова          | деревня                      | ↘17       |
| 5 | Одино            | село                         | 119       |
| 6 | Тюменцева        | деревня                      | 176       |

- Дугина -деревня с 1967 года не существует, слилась с селом Коркино
- Старая Переладова-деревня упразднена в 1973 году.